# بوآ ویستا دو راموس
بوآ ویستا دو راموس (به انگلیسی: Boa Vista do Ramos) یک شهرداری در ایالت آمازوناس برزیل است. جمعیت آن ۱۲٬۲۸6 (۲۰۰۵) و مساحت آن ۲٬۵۸۷ کیلومتر مربع است.